# Oulimnius reygassei
Oulimnius reygassei is een keversoort uit de familie beekkevers (Elmidae). De wetenschappelijke naam van de soort werd in 1929 gepubliceerd door Paul de Peyerimhoff de Fontenelle.